# Marcos Górriz
Marcos-Aurelio Górriz-Bonhora, né le 4 mars 1964 à Barcelone, est un ancien joueur de tennis espagnol, aujourd'hui entraîneur.

## Carrière
Marcos Górriz a remporté un titre ATP en double avec Alfonso Mora à Gênes en 1991 et a atteint deux autres finales, à Saint-Marin et à Itaparica en 1990.
De plus, Marcos Górriz a remporté 10 tournois Challenger, 4 en simple et 6 en double, entre 1989 et 1996.

## Palmarès

### Titre en double
| No | Date       | Nom et lieu du tournoi | Catégorie    | Surface      | Partenaire   | Finalistes                        | Score         |  |
| -- | ---------- | ---------------------- | ------------ | ------------ | ------------ | --------------------------------- | ------------- |  |
| 1  | 17/06/1991 | Open de Gênes Gênes    | World Series | Terre (ext.) | Alfonso Mora | Massimo Ardinghi Massimo Boscatto | 5-7, 7-5, 6-3 |  |

### Finales en double
| No | Date       | Nom et lieu du tournoi                       | Catégorie    | Surface      | Vainqueurs                   | Partenaire      | Score         |          |
| -- | ---------- | -------------------------------------------- | ------------ | ------------ | ---------------------------- | --------------- | ------------- | -------- |
| 1  | 20/08/1990 | Tournoi de tennis de Saint-Marin Saint-Marin | World Series | Terre (ext.) | Vojtěch Flégl Daniel Vacek   | Jordi Burillo   | 6-1, 4-6, 7-6 |          |
| 2  | 05/11/1990 | Tournoi de tennis d'Itaparica Itaparica      | World Series | Dur (ext.)   | Mauro Menezes Fernando Roese | Tomás Carbonell | 7-6, 7-5      | Parcours |